# Néontologie
La néontologie est une discipline spécialisée de la biologie évolutive qui, par contraste avec la paléontologie, étudie l'anatomie comparée des êtres vivants afin de déterminer l'évolution récente de ces organismes.